# Emancipator
Emancipator, pseudonimo di Douglas Appling (New York, 27 maggio 1987), è un musicista e produttore discografico statunitense.

## Discografia
Album
- 2006 - Soon It Will Be Cold Enough
- 2010 - Safe in the Steep Cliffs
- 2013 - Dusk to Dawn
- 2015 - Seven Seas
- 2017 - Baralku
- 2020 - Mountain of Memory
- 2021 - Dab Records, vol. 1 (con Dab Records & Asher Fulero)

EP
- 2016 - Maps & Father King
- 2019 - Cheeba Gold (con 9 Theory)
- 2020 - A Thousand Clouds (con 9 Theory)
- 2021 - Xylem con Rema Jones e Flowerpulse
- 2021 - Citrus Fever Dream con Cloudchord

Remix
- 2011 - Remixes
- 2015 - Dusk to Dawn Remixes
- 2020 - Mountain of Memory (Remixes)

Live Albums
- 2015 - Live in Athens

Registrato al Georgia Theatre ad Athens (Georgia) il 22 febbraio 2014
- 2019 - Baralku Tour